# Sergio Pizzorno
Sergio Lorenzo "Serge" Pizzorno (Newton Abbot, Devon, 15 de diciembre de 1980) es un músico, guitarrista y compositor británico de la banda Kasabian. También es miembro de la banda Loose Tapestries junto a Noel Fielding y su compañero de Kasabian Tim Carter. Esta banda se formó para producir la música del proyecto televisivo Noel Fielding's Luxury Comedy.

## Biografía

### Infancia
El abuelo de Serge emigró desde Génova, Italia, a Inglaterra y se estableció en Leicester. A pesar de haber sido criado en esta ciudad, Serge nació en Newton Abbot, Devon, porque a su madre le gustaba el hospital de esta ciudad. Serge originalmente tenía intenciones de comenzar una carrera como futbolista. Él ha dicho "le dije a mi consejero vocacional en la escuela que quería ser delantero centro del Leicester City". También ha dicho cuando era niño que su meta en la vida era ser lo más exitoso posible. Serge asistió a la Countesthorpe Community College en Leicestershire.

### Vida personal
Serge tiene dos hijos llamados Ennio y Lucio con su pareja Amy White, con quien contrajo matrimonio el 16 de julio de 2016.

## Carrera
A Serge no le gusta cuando comparan a Kasabian con otras bandas del pasado como Oasis y The Stone Roses. Él dice que "los fans de otros países escuchan más la música y no nos llaman The Stone Roses o algo así. Creo que nos toman por lo que somos, especialmente en Francia y lugares así, ahí no cargamos con esa mochila como en el Reino Unido". Pizzorno también ha expresado su admiración por Damon Albarn, el líder de Blur, banda rival de Oasis en la era del Britpop.
A pesar de esto, Serge es un gran admirador de Oasis, en particular de su exguitarrista Noel Gallagher. "En nuestra escuela, si tocabas la guitarra te marcaban como careta, entonces llegó Oasis y de repente tocar la guitarra era algo bueno. Ellos inspiraron a toda una generación de bandas. Cuando empezamos eramos solo unos niños, y fue Noel Gallagher quien me inspiró más que cualquier profesor o figura histórica." "Para nosotros fue un placer y un honor cuando Oasis nos pidió que saliéramos de gira con ellos. Me imagino que ellos se ven a sí mismos en nosotros, y no creo que elijan salir de gira con una banda que no les guste."
Kasabian está constantemente siendo catalogada como una banda de Rock Indie, pero Pizzorno ha dicho "Nunca fuimos una banda Indie, sabes, y medio que odio a las bandas Indie." Él se ha referido a su banda como Rock Futurista.

### Otros Trabajos
Serge también ha trabajado con su excompañero de Kasabian, Chris Karloff, en el tema de DJ Shadow "The Tiger" del álbum The Outsider.
Serge estuvo en Wembley en diciembre de 2010, junto a Noel Gallagher, para hacer el sorteo de la tercera ronda de la FA Cup. Hubo acusaciones de que el sorteo estuvo arreglado ya que ambos músicos sacaron el número de sus equipos favoritos - Leicester City y Manchester City - para que jugaran entre sí en la tercera ronda del torneo. Sin embargo esto fue negado tanto por la FA Cup como por Pizzorno Y Gallagher.
En 2010 compuso la música para la película London Boulevard, que contó con las actuaciones de Colin Farrell, Ray Winstone y Keira Knightley.
En 2011, Pizzorno se juntó con su amigo Noel Fielding para crear la música para su nuevo programa televisivo The Noel Fielding's Luxury Comedy. Para ello formaron un proyecto llamado Loose Tapestries. Juntos, también compusieron la música para la segunda parte del programa, que saldrá al aire en 2014.
Serge También aparece en el álbum Beyond Ugly de la banda de Bristol Malachai.
Pizzorno anotó el primer gol para el equipo del resto del mundo en el partido del Soccer Aid contra Inglaterra. Este partido fue jugado por celebridades y exfutbolistas el 27 de mayo de 2012. Aunque el equipo del resto del mundo perdió 3-1 Pizzorno ganó el premio Man Of The Match. El gol en si fue un golazo, fue un golpe perfecto que socavo al exarquero de la selección inglesa David Seaman desde un ángulo difícil.

## Equipo
La guitarra preferida de Serge es una Rickenbacker 481, la cual ha usado en casi todos los videos de Kasabian (excepto el video de Switchblade Smiles) y para casi todas las presentaciones en vivo. También usa otra guitarra rara, una Fender Coronado II roja de 1966 con el golpeador en dorado. Esta es la guitarra que le da el sonido único a la canción del 2009 Underdog (a pesar de que la guitarra que se ve en el video de esta canción sea la Rickenbacker). Para las presentaciones en vivo de Underdog y Where Did All The Love Go? Serge usa esta Fender Coronado. La lista completa de guitarras utilizadas por Pizzorno es la siguiente:
- Fireglo Rickenbacker 481,
- Jetglo Rickenbacker 481,
- Mapleglo Rickenbacker 480,
- Red 1966 Fender Coronado II,
- Vox Ultrasonic
- Epiphone Casino (Pintada de color negro mate)
- White Vox teardrop (también pintada de color negro mate)
- Mick Johnson Vox Teardrop,
- Vox Semi acoustica,
- Gibson J-160e Acoustica,
- Gibson Hummingbird,
- Gibson J-200
- Años 1950 Höfner Senator (tomada prestada de su técnico de guitarras, Rick)
- Zemaitis GZA200-SUN-NT

Sergio Pizzorno utiliza muchos pedales para lograr su sonido, pedales como Electro Harmonix POG, Electro Harmonix Deluxe Memory Man, Electro Harmonix Microsynth, Roger Mayer Voodoo Vibe, Boss tuner, Vintage Fuzz Face, Electro-Harmonix Big Muff, Roger Mayer Octavia Fuzz, Line 6 Echo Park, un MXR Phase 100, un Vox TimeMachine delay, un Death by Audio Harmonic Transformer, un CAE Line Booster, Dunlop Crybaby, un Boss line-selector, un Boss Digital Delay, y un MXR Blue Box. El usa un Fender Bandmaster Reverb head o un Fender Dual Showman Reverb a un Marshall 412 Cab y un Vox AC30 30th Anniversary entre su Low-Impedance Normal Channel, y también un Fender Blues Deville combo. En el video de Kasabian Days Are Forgotten, se lo ve a Sergio usando un amplificador Marshall MA Series.

## Discografía
Con Kasabian:
- 2004, Kasabian – guitarra rítmica, voz secundaria y principal, piano
- 2005, Live from Brixton Academy
- 2006, Empire – guitarra rítmica y principal, voz secundaria y principal
- 2009, West Ryder Pauper Lunatic Asylum – guitarra principal, voz secundaria
- 2011, Velociraptor! – guitarra rítmica y principal, voz secundaria, producción
- 2014, 48:13 – guitarra rítmica y principal, voz secundaria y principal, producción
- 2017, For Crying Out Loud – guitarra rítmica y principal, voz secundaria y principal, producción
- 2022, The Alchemist's Euphoria – guitarra rítmica y principal, voz principal, producción

Con Loose Tapestries:
- 2012, Loose Tapestries Presents the Luxury Comedy Tapes - producción, varios instrumentos
- 2016, N.H.S.